# Hani Miletski
Hani Miletski (née en 1962) est une sexologue et sexothérapeute, vivant à Bethesda dans l'état du Maryland, aux États-Unis d'Amérique. Elle est spécialisée dans la formation et la supervision sur le terrain dans le domaine des addictions sexuelles, et travaille également pour le système judiciaire.

## Résumé
Hani Miletski est née en Israël, elle a déménagé aux États-Unis comme membre de l'Ambassade israélienne en 1987, au poste d'assistant de l'attaché défense aux États-Unis pour le programme d'initiative de défense stratégique. Elle a fait ses études à l'Université catholique des États-Unis, et a obtenu son doctorat de l'Institut des études avancées de la sexualité humaine.
Elle a travaillé au sein de la Fondation Fogel de 1994 à 2003, qu'elle quitta pour se consacrer à ses propres activités.

## Travaux académiques
Hani Miletski a publié un premier aperçu de recherches sur l'inceste mère-fils. Elle a mis en lumière un sujet qui a souffert d'une négligence sociétale en raison de la nature tabou de l'inceste, l'omniprésent déni de toute forme d'agression sexuelle, et le double standard social qui entrave la reconnaissance des crimes sexuels commis par des femmes. Elle a montré que l'inceste mère-fils est plus commun qu'imaginé que la majorité des mères qui commettent un inceste sont saines d'esprit.
Miletski est remarquée pour son livre de 1999 sur la zoophilie, qui établit formellement que « une véritable orientation doit exister (comme opposée à un simple fétiche sexuel), et que les précédentes recherches avaient commis une erreur en le négligeant. »
L'étude de Miletski n'a jamais été publiée par une revue à comité de lecture. Elle a publié un extrait de deux pages dans le Journal Scandinave de Sexologie (qui n'est plus publié), le journal officiel de l'Association nordique de sexologie clinique.
Le livre de Miletski Understanding bestiality and zoophilia (2002) est un complément de sa dissertation originelle "Bestiality and Zoophilia: An exploratory study" (1999). Un extrait a plus tard été publié dans le Journal Scandinave de Sexologie.
Le livre a été cité par un rapport du gouvernement anglais sur les pornographies extrêmes en 2007.